# Zamagna
La famiglia Zamagna (nelle fonti indicata anche come Zamanno, Çamano, Çamagno, Çammagno, Zamagnio, Giamagna o Giamagno, in serbo-croato anche Zamanja, Zamanjić o Žamanović, più recentemente anche Džamanjić) fu una delle più antiche famiglie nobili della Repubblica di Ragusa.

## Storia
Le radici della famiglia Zamagna sono oscure, rese per di più imperscrutabili dalle fantasiose ascendenze che la nobiltà ragusea usò reclamare ritenendosi in genere connessa con alcune antiche gens romane.
Generalmente si ritiene comunque che gli Zamagna possano provenire vuoi dalle regioni interne del sud della Dalmazia - più precisamente dalla regione che in antico si chiamava Zaclumia (nelle fonti anche Chelmo, Chelmia e Hum) - vuoi dalla città dalmata di Cattaro.
Risultano iscritti nell'Albo del Patriziato di Ragusa dal 1172, ma l'Almanacco di Gotha li enumera fra le undici famiglie del più antico Patriziato Sovrano Originario della Repubblica ancora residenti in città alla metà del XIX secolo.
Imparentatisi nei secoli con i Bona e con i Ghetaldi, aumentarono conseguentemente importanza e patrimonio. Nel XIV secolo, i Zamagna diedero alla Repubblica di Ragusa ben 234 alti funzionari statali, pari al 4,60% sul totale nell'intero periodo. Allo stesso modo, essi fra il 1440 e il 1640 contarono 65 membri del Maggior Consiglio, pari al 2,95% sul totale. In questi duecento anni, ottennero anche 114 cariche senatoriali (3,49%), 85 volte la qualifica di Rettore della Repubblica (3,57%), 89 membri del Minor Consiglio (4,11%) e 33 Guardiani della Giustizia (4,02%).
Alla caduta di Ragusa, il loro titolo di nobiltà venne riconosciuto con Imperial Regia Patente dalla Casa d'Austria nel 1817. Nel 1859, uno Zamagna è ciambellano nella corte di Vienna.
La famiglia Zamagna dal 1681 fu signora - col titolo di barone - del feudo di Prata di Principato Ultra (oggi in provincia di Avellino), acquistato per 45.000 ducati. La successione dei signori fu la seguente: Savino I (1681-1690), Serafino I (1690-1746), Savino II (1746-1771), Serafino II (1772-1802 - morto a Prata, venne sepolto nella locale chiesa parrocchiale), Francesco (1802-1806). Nel 1806 fu abolito il regime feudale, ma la famiglia mantenne il possesso dei beni e dei terreni condotti in modo diretto. Alla morte di Francesco Zamagna (1854), i beni passarono "per virtù di testamento e come affine in linea femminile" ad un altro nobile di Ragusa, Niccolò de Gradi.
Un ramo della famiglia Zamagna si stabilì a Trieste e a Ronchi, venendo inscritta nell'Albo d'Oro della Nobiltà Italiana nel 1929.

## Personalità notabili (in ordine cronologico)
- Pietro Zamagna (? - 1480) - profondo teologo dell'ordine di S. Francesco, tenne por più anni la direzióne della celeberrima biblioteca del re Mattia Corvino, ed intese ad arricchirla dei preziosi monumenti, che poté raccogliere in sua patria ed altrove. In compenso ebbe un vescovato in Ungheria. A testimonianza del P. Cerva morì nel 1480.
- Raimondo Zamagna (? - 1644) - Domenicano, si interessò di teologia e filosofia. Nel 1639 mandò alle stampe le Regole dell'ortografia Illirica (Venezia, presso Ginami).
- Luca Zamagna - Sopravvissuto al terribile terremoto del 1667, pur essendo di età avanzata fu uno dei dieci patrizi che istituirono un governo provvisorio della città, assicurando la sopravvivenza della Repubblica.
- Savino Maria Zamagna (? - 1750) - Poeta e scrittore in greco e latino.
- Bernardo Zamagna (1735 - 1820) - Teologo e predicatore domenicano, fu anche scienziato, poeta e linguista.
- Matteo Zamagna (1780-1870) - Storico ed erudito. Nato a Ragusa, si trasferì in seguito a Venezia, ove fu consigliere dell'Imperial Regio governo austriaco. Socio onorario dell'Ateneo Veneto, tenne nel 1837 una lezione accademica dal titolo Memoria sopra i fasti militari della Dalmazia[6]. Nel 1865 mandò alle stampe a Spalato La storia di Ragusa, opera che ebbe una discreta risonanza in Italia, tanto da essere ristampata a Trieste nel 1935.